# قسطنطين دوبريسكو من أرجيش
قسطنطين آي. دوبريسكو (المعروف باسم دوبريسكو من أرجيش) (28 يونيو 1856-10  ديسمبر 1903)، هو ناشط وسياسي من الفلاحين الرومانيين، ونشط أيضًا كمعلم وصحافي وقانوني. بدأ من موطنه الأصلي في موشاتيشت في إقليم أرجيش، وأسس قاعدة إقليمية وأخيرًا وطنية للسياسة الزراعية. يُعتبر ثاني مهندس زراعي في رومانيا بعد أيون أيونسكو من براد ودينكو شيليرو، وهو أول من شارك في قضية الفلاحين في عصر المملكة الرومانية.
لم تعترف الاشتراكية الزراعية بدوبريسكو على نطاق واسع، مفضلة مزيجًا من الشيوعية والقومية الرومانية مع القليل من النزعة المحافظة. توقف عن الدعوة إلى إصلاح الأراضي، وركز معاركه على التغير الديمقراطي من خلال الاقتراع العام، وعلى الحصول على دعم الدولة للحركة التعاونية. أسس بعض التعاونيات الأولى في المملكة، وأنشأ العديد من المدارس النموذجية والمسرح الريفي الأول وأول مطبعة قروية طُبعت فيها مجلاته الدورية المختلفة.
كان دوبريسكو محبوبًا من قبل الشخصيات الثقافية والسياسية من جميع الأشكال، وتعاون معهم في مشاريع مختلفة، ولكن دعم دوبريسكو السري لمفهوم «رومانيا الكبرى» جعله ذا مسؤولية سياسية. استُعين بالعديد من التقنيات لإخراجه من مجلس النواب، على الرغم من فوزه المتكرر في الانتخابات. خدم أربع ولايات متتالية في ثمانينيات وتسعينيات القرن الماضي، وانتقل من التحالفات مع الأحزاب المحافظة والراديكالية إلى منصب مستقل، وإلى زعيم حزبه الخاص الذي عُرف بحزب الفلاحين في عام 1895.
ساهمت قومية دوبريسكو وارتباطه بشخصيات سيئة السمعة مثل ألكساندرو بوغدان من بيتيشت في تهميشه. أُدين دوبريسكو بالاحتيال بعد انتهاء محاكمة علنية استمرت حتى عام 1903، وخرج من السجن بعد ثلاثة أشهر بسبب تعرض صحته للخطر وتوفي في منزله الريفي. استُشهد به كشهيد وسلفٍ للحركات الزراعية والشعبية التي أعيد إحياءها خلال فترة الحرب، بالإضافة إلى كونه رائدًا لحزب الفلاحين الوطنيين.

## السيرة الذاتية

### البدايات
وُلد والده إيون دوبريسكو في موشاتيشت، وكان قسًا أرثوذكسيًا رومانيًا. كان من بين أسلاف الأسرة بيطار نيكولاي بوبيسكو، الذي قاتل في انتفاضة والاشيان في عام 1821 ليصبح أمينًا لزعيمها تيودور فلاديميرسكو. كان فلاديميرسكو بمثابة مصدر إلهام لدوبريسكو في جهوده الخاصة للتحسين الاجتماعي. أثّر توما الجد على دوبريسكو الشاب، وشارك في ثورة 1848 التي هُزم بها. أُلهم دوبريسكو أيضًا بالكثير من المقالات السياسية لميهاي إمينيسكو، فقرأها كلها وعدّلها إلى لغة يسهل على ناخبيه الفلاحين فهمها.
التحق دوبريسكو بالمدرسة الابتدائية في قريته الأصلية، واستخدم الأوساخ وأصابعه كأدوات للكتابة، واصل دوبريسكو تعليمه في كورتيا دي أرجيش وبيتيشت. درس في المدرسة اللاهوتية، وأصبح واحدًا من العديد من المحاربين الفلاحين. أصبح مدرّسًا في موشاتيشت في عام 1874 أو 1875، وأصبح مهتمًا بقضية تمثيل الفلاحين ومناهضًا للاقتراع المرجّح المنصوص عليه في دستور عام 1866. تحدى المؤسسة السياسية من خلال الإشارة إلى انخفاض تمثيل الفلاحين بشكل ثابت من 36 نائبًا في الديوان المخصص إلى 33 في عهد «الإمارات المتحدة» ثم إلى لا شيء في مجلس النواب.
لاحظ الكاتب الزراعي إيلاريو دوبريدور أن دوبريسكو هو الشخص الثاني في التاريخ الروماني بعد إيون إيونسكو من براد، الذي دافع عن الفلاحين بعد جهد سياسي وليس كمجرد عمل خيري. يقول دوبريدور إن محاولات دوبريسكو الأولى لتشكيل حركة زراعية قد جعلته على اتصال بشخصيات يسارية مثل ألكساندرو بوغدان من بيتيشت وقسطنطين ميل، علمًا أنه خيب أملهم في ما بعد. رشّح نفسه في الانتخابات التشريعية لعام 1879، وفاز بمقعد الجمعية للكلية الرابعة في أرجيش، ولكن أُلغيت ولايته في ما بعد بسبب رفع القانون الانتخابي للعمر المؤهِّل للترشيح إلى 25 سنة.

### العمل السياسي المبكر
لطالما كان دوبريسكو قوميًا متحمسًا وتحريريًا، ودعم الأنشطة السرية للرومانيين في ترانسيلفانيا وأجزاء أخرى من النمسا وهنغاريا. لفت هذا انتباهه إلى أيون براتيانو، عميد الحزب الوطني الليبرالي والقاضي المحلي لأرجيش، الذي أراد الحفاظ على علاقات جيدة مع المؤسسة النمساوية والسلام المدني في دائرته الانتخابية. تعرض دوبريسكو لتحقيق سري من قبل النقيب فينيرو، الذي أبلغ من بلدية سيلتروكو عن تنسيق دوبريسكو أنشطةً غير قانونية على الحدود، وسافر إلى المنطقة المحيطة ببروثنتورم لأغراض غير معروفة.
رُشّح دوبريسكو لانتخابات الفلاحين للعام، وفاز بمقعد في الكلية الثالثة في أرجيش، وتعرض للتوبيخ لأنه لم يخدم في الجيش. أشار فينيرو حينها إلى تورّط دوبريسكو في حلقة يونيو 1887 التي حصلت بتبادل إطلاق النار بين مجموعة تحررية والجيش الروماني في ألبيتشي. بقيت هذه القضية سرًا من قبل الليبراليين الوطنيين كما قال فينيرو، وتجاهلها المحافظون المعارضون تمامًا.

### الخزي والاعتقال والموت
انتُخب دوبريسكو مرة أخرى في عام 1895 وهي المرة الأخيرة بعد هزيمة الليبرالي الوطني دانييل ستريسكو بنسبة 645 صوتًا مقابل 280. حصل دوبريسكو في نهاية المطاف على الدكتوراه في القانون من جامعة بروكسل الحرة بعد دراسته هناك من عام 1894 إلى عام 1897. أثار هذا النشاط جدلاً آخر في عام 1897، وذلك بعد معرفة حصوله على منحة دراسية من قبل وزارة الزراعة ثم تحت قيادة الليبرالي الوطني آناستيج ستولوجان.
خاض دوبريسكو عدة صراعات مع السياسي لاسكر كاتارجيو، ووجد نفسه بعدها يتنافس مع الفصائل اليسارية في الحزب الوطني الليبرالي بقيادة السياسي سبيرو هاريت ونيكولاي فليفا على الترتيب. تصارعوا من أجل تصويت الفلاحين، وهاجموا علنًا طبقة النبلاء داخل حزبهم ولا سيما ديميتري ستوردزا. عمل دوبريسكو مع كل من فليفا وهاريت، ولكن أيضًا مع الشخصيات الرئيسية الأخرى في السياسة والثقافة المتشددة، بما في ذلك فاسيلي كوجلنيتشينو وأيون لوكا كاراجياله وتودور أرغيزي ونيكولاي فيليبيسكو وتايك إيونسكو. تدخل هو ومويسيسكو لاقتراح مشاريع قوانين للاقتراع العام مع التمثيل النسبي في المجلس التشريعي لعام 1895، وتلقوا الدعم من قبل فليفا ومورون وكوجيلنيتشينو ونيكو سيور أسلان وجورج سكورشيسكو وإيونيو ليكا.
بقي دوبريسكو معارضًا بشدة لماركسية مورون وحزب العمال الاشتراكيين الديمقراطيين الرومانيين، ربما بسبب محاولة الأخير أيضًا بالفوز على الناخبين الفلاحين، ولكن أيضًا لأن دوبريسكو احتر حق الملكية ولم ينظر في أي إصلاح موسع للأراضي أو الزراعة الجماعية. يقول عالم الاجتماع الثقافي زيجو أورنيا إن دوبريسكو وحزبه لم يقدما سوى المسكنات للفلاحين الذين لا يملكون الأراضي، وعلى هذا النحو «لم يكن لديهم أي أساس جماعي حقيقي، فكانوا بلا وزن في الحياة السياسية».